# 马斯葛 (佛罗里达州)
马斯葛（英語：Mascotte），是美国佛罗里达州萊克縣下属的一座城市。建立于1925年。面积约为7.3平方公里（约合2.8平方英里）。根据2010年美国人口普查，该市有人口5,101人。论人口在本州排行第212。